# Methia dentata
Methia dentata là một loài bọ cánh cứng trong họ Cerambycidae.